# A.I. Artificial Intelligence
A.I. Artificial Intelligence (o simplement A.I. ) és una pel·lícula de ciència-ficció nord-americana de 2001 dirigida per Steven Spielberg. El guió de Spielberg i la història de la pantalla d'Ian Watson es van basar en el conte de 1969 " Supertoys Last All Summer Long " de Brian Aldiss. Ambientada en una societat futurista, la pel·lícula és protagonitzada per Haley Joel Osment com a David, un androide infantil programat de manera única amb la capacitat d'estimar. Jude Law, Frances O'Connor, Brendan Gleeson i William Hurt protagonitzen papers secundaris.
El desenvolupament de la I.A. va començar originalment després que el productor/director Stanley Kubrick adquirís els drets de la història d'Aldiss a principis dels anys setanta. Kubrick va contractar una sèrie d'escriptors, com Brian Aldiss, Bob Shaw, Ian Watson i Sara Maitland, fins a mitjans dels anys noranta. La pel·lícula va llanguir durant anys en l'infern del desenvolupament, en part perquè Kubrick va considerar que les imatges generades per ordinador no estaven prou avançades per crear el personatge de David, a qui creia que cap actor infantil representaria de manera convincent. El 1995, Kubrick va lliurar la IA a Spielberg, però la pel·lícula no va guanyar impuls fins que Kubrick va morir el 1999. Spielberg es va mantenir a prop del tractament de Watson pel guió i va dedicar la pel·lícula a Kubrick.
AI Artificial Intelligence va ser llançat el 29 de juny de 2001 per Warner Bros. Pictures a Amèrica del Nord. Va rebre crítiques generalment positives de la crítica i va recaptar 235,9 milions de dòlars amb un pressupost de 90 a 100 milions de dòlars. També va ser nominada als millors efectes visuals i a la millor banda sonora original (per a John Williams) als 74è Premis de l'Acadèmia. En una enquesta de la BBC de 2016 de 177 crítics a tot el món, AI Artificial Intelligence va ser votada com la vuitanta-tresa millor pel·lícula des de l'any 2000. Des de llavors, s'ha anomenat una de les millors obres de Spielberg i una de les millors pel·lícules dels anys 2000, del segle XXI i de tots els temps.

## Trama
Al segle xxii, l'augment del nivell del mar a causa de l'escalfament global ha esborrat el 99% de les ciutats existents, reduint la població mundial. Els robots humanoides Mecha, aparentment capaços de pensament complex però mancats d'emocions, s'han creat com a substituts. A Madison, Nova Jersey, David, un prototip de nen Mecha capaç d'experimentar l'amor, és lliurat a Henry Swinton i la seva dona Monica, el fill dels quals Martin va contreure una malaltia rara i ha estat col·locat en animació suspesa. Inicialment incòmode amb David, la Mònica finalment s'escalfa amb ell i activa el seu protocol d'impressió. Buscant que ella l'estimi a canvi, també es fa amic de Teddy, l'osset de peluix robòtic de Martin. Després que Martin es cura inesperadament de la seva malaltia i es porta a casa, incita gelosament a David perquè talli un tros de cabell a la Monica. Aquella nit, David entra a l'habitació dels seus pares adoptius i talla un mech de cabell del cap de la Monica amb unes tisores. La Mònica es gira i les tisores la claven a l'ull. Mentre l'Henry l'ajuda a tractar-se els ulls, en Teddy agafa el cabell del terra i el posa a la butxaca. En una festa a la piscina, un dels amics d'en Martin colpeja David amb un ganivet, activant la seva programació d'autoprotecció. David agafa en Martin, i tots dos cauen al fons de la piscina. Altres rescaten Martin abans que s'ofega, i David és acusat de posar en perill persones vives. Henry convenç a Monica de tornar David als seus creadors perquè el destrueixin, creient que David és capaç d'amor i d'odi. En el camí, la Mònica salva en David abandonant-lo al bosc. Ara acompanyat només per Teddy, David recorda Les aventures de Pinotxo i decideix trobar la Fada Blava per convertir-se en humana, que creu que recuperarà l'amor de la Mònica.
David i Teddy són capturats per la "Flesh Fair", un esdeveniment semblant a un circ itinerant on els Mecha obsolets són destruïts abans que les multituds burlen. A punt de ser destruït ell mateix, David demana per la seva vida, i el públic, enganyat per la naturalesa realista de David, es revolta i li permet escapar al costat de Gigolo Joe, un prostitut Mecha que fuig de les autoritats després de ser acusat d'assassinat. David, Teddy i Joe van a la ciutat turística decadent de Rouge City, on "Dr. Know", un motor de resposta hologràfic, els dirigeix al cim del Rockefeller Center a les ruïnes inundades de Manhattan i també proporciona informació de contes de fades que David. interpreta que suggereix que una Fada Blava el pot ajudar. A sobre de les ruïnes de Manhattan, David coneix el professor Hobby, el seu creador, que li diu que la seva trobada demostra la capacitat d'estimar i desitjar d'en David. David troba moltes còpies d'ell mateix, incloses variants femenines anomenades "Darlene", encaixades i llestes per ser enviades. Desanimat pel seu sentit perdut de la individualitat, David intenta suïcidar-se caient d'un gratacels a l'oceà. Mentre està sota l'aigua, en David s'adona d'una figura que s'assembla a la fada blava abans que Joe el rescati en un avió amfibi. Abans que David pugui explicar, les autoritats capturen Joe mitjançant un electroimant. David i Teddy prenen el control de l'avió per veure la fada blava, que resulta ser una estàtua d'una atracció de Coney Island. Els dos queden atrapats quan la roda de les meravelles cau sobre el seu vehicle. Creient que la Fada Blava és real, en David demana repetidament a l'estàtua que el converteixi en un noi real fins que s'esgoti la seva font d'energia.
Dos mil anys més tard, la humanitat s'ha extingit i Manhattan està enterrat sota el gel glacial. Els Mecha han evolucionat cap a una forma avançada, i un grup conegut com els Especialistes, interessats en la humanitat, troben i ressuscitan David i Teddy. Reconstrueixen la casa de la família Swinton a partir dels records de David abans d'explicar, mitjançant una versió interactiva de la Fada Blava, que no pot ser humà. No obstant això, recreen la Mònica a través del material genètic del cabell que conservava en Teddy. Aquesta versió de Mònica només pot viure un dia i no es pot tornar a reviure a causa d'una subrutina de protecció contra còpia. El David passa el seu dia més feliç amb ella, i mentre s'adorm al vespre, li diu a David que sempre l'ha estimat: "el moment etern que havia estat esperant", com descriu el narrador. David també s'adorm i va a un lloc "on neixen els somnis".

## Repartiment
- Haley Joel Osment com a David. Osment va ser la primera i única opció de Spielberg per al paper. Per retratar el personatge, Osment va evitar parpellejar els ulls i es va "programar" amb bona postura.[4]
- Frances O'Connor com a Monica Swinton
- Sam Robards com a Henry Swinton
- Jude Law com a Gigolo Joe. Per preparar-se per al paper, Law va estudiar la interpretació de Fred Astaire i Gene Kelly, els moviments dels quals Joe imita.[5][6]
- Jake Thomas com a Martin Swinton
- William Hurt com a Professor Allen Hobby
- Brendan Gleeson com a Flesh Fair impresari Lord Johnson-Johnson
- Jack Angel com a Teddy (veu)
- Ken Leung, Matt Winston, Eugene Osment i Clark Gregg com a empleats de Cybertronics Corp
- April Grace com a Female Colleague
- Enrico Colantoni com a The Murderer
- Paula Malcomson com a Patricia in Mirrored Room
- Ashley Scott com a Gigolo Jane
- Kathryn Morris com a Teenage Honey
- Adrian Grenier com a Teen in Van
- Robin Williams com a Dr. Know (veu)
- Ben Kingsley com a Specialist (veu)
- Meryl Streep com a the Blue Fairy (veu)
- Chris Rock com a Comedian Robot (veu)
- Erik Bauersfeld com a Gardener (veu)
- Ministry com a Flesh Fair band

## L'últim Kubrick

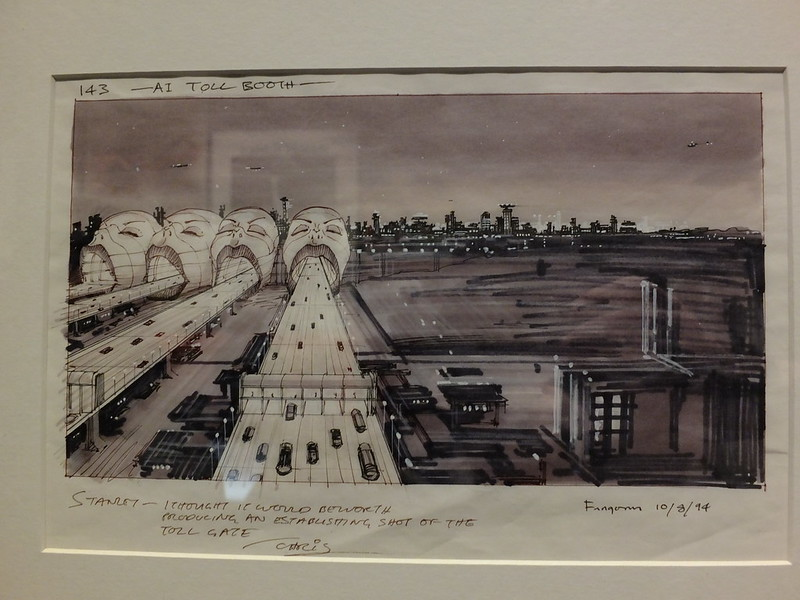
Dissenys d'escenografia per a A.I. Intel·ligència artificial. Dissenyats per Fangorn (Chris Baker).

Spielberg, amb aquesta pel·lícula, va voler retre un últim homenatge, pòstum, a un dels seus mestres: Stanley Kubrick. Els dos homes posseïen la mateixa passió per la ciència-ficció. Aquesta voluntat es nota al llarg de la pel·lícula, en la qual no es troba sempre l'estil del director de Parc Juràssic. És doncs un Spielberg a part, però certament un dels més encertats i més notables.
Es pot creure igualment que el petit David és el descendent del molt cèlebre Hal 9000 de 2001: una odissea de l'espai, i porta el mateix nom que l'astronauta David Bowman de la mateixa pel·lícula. Coincidència o picada d'ull?
Si la crítica i el públic van estar molt dividits, uns retraient-li que era un film massa llarg, altres lloant d'haver-los ofert una veritable «últim Kubrick», A. I. és una pel·lícula que hauria de marcar els anys 2000.
Va ser com totes les altres pel·lícules del director desaparegut: innovador, que prenia partit, pertorbador... Ja que aquesta obra empeny la nostra reflexió més lluny que les dues hores i mitja de pel·lícula. Fa adonar-nos del fet de tenir una ànima i un passat, ens posa en guarda contra la temptació de Prometeu de la robòtica (tot ensenyant que és una etapa indispensable del desenvolupament humà), i més especialment contra la intel·ligència artificial.

## La intel·ligència artificial, la consciència i els sentiments
La definició d'aquest concepte, tractat al llarg de la filmació, encara podem considerar-lo massa difós. Tenint en compte el punt de vista científic, podem considerar-lo com la ciència encarregada d'imitar el cervell, i que té unes funcions o bé ja existents en l'ésser humà o incorporades darrerament.
Amb relació a la consciència i a les emocions, i encara que de moment els investigadors només focalitzen en l'àmbit racional, hi ha experts que consideren que és possible incorporar components emotius, com per exemple els marcadors d'estat, a fi d'augmentar l'eficàcia dels sistemes intel·ligents en determinats contexts.
A diferència dels humans, existeixen termes que la Intel·ligència Artificial no podria arribar a entendre, com l'amor, el matrimoni, el lliure albir, les creences...
Particularment, en el cas dels robots mòbils, cal que aquests comptin amb alguna cosa similar a les emocions amb l'objecte de saber en cada instant, o com a mínim tenir present què fer a continuació.
No obstant això, aquest senyal podria interrompre els processos d'alt nivell i obligar el robot a aconseguir el preuat element. Fins i tot es podria introduir el «dolor» o el «patiment físic» a fi d'evitar les malapteses de funcionament com, per exemple, introduir la mà dins d'una cadena d'engranatges o saltar des d'una certa alçada, la qual cosa li provocaria danys irreparables.
Això significa que els sistemes intel·ligents han de ser dotats amb mecanismes de retroalimentació els quals permetin tenir coneixement d'estats interns, igual que esdevé amb els humans. Això és fonamental tant per prendre decisions com per conservar la seva pròpia integritat i seguretat.
Als sistemes intel·ligents el fet de no tenir en compte elements emocionals els permet no oblidar la meta que han d'assolir. En el cas dels humans, però, l'oblit de la meta o el abandonar les metes per pertorbacions emocionals és un problema que en alguns casos arriba a ser incapacitant. Els sistemes intel·ligents, en combinar una memòria durable, una assignació de metes o motivació, al costat de la presa de decisions i assignació de prioritats amb base a estats actuals i estats meta, aconsegueixen un comportament en extrem eficient, especialment davant problemes complexos i perillosos.
En síntesi, el racional i l'emocional estan de tal manera relacionats entre si que es podria dir que no només no són aspectes contradictoris sinó que són, fins a cert punt, complementaris.

## Pinotxo de silicona
El paper principal jove robot en un principi havia de ser interpretat per un verdader robot. De cara a les dificultats inherents a aquest projecte de casting i al cost suplementari que hauria suposat, la producció va decidir confiar el paper al jove Haley Joel Osment. Alguns espectadors creuen que la diferenciació que oposa robots i humans ha estat així atenuada, fins i tot esborrada, pel recurs d'un ésser humà pel paper d'un personatge considerat com quasihumà, el propòsit de la pel·lícula agafa un abast suplementari, que, des de llavors, ja no es limita a una hipotètica caça al robot de ciència-ficció, sinó que aborda implícitament el tema més universal d'una caça de l'altre home, a aquest home diferent, aquí com a prototip pel seu creador. La pel·lícula parla de l'esclavitud dels robots.
En relació amb el personatge de David, el primer androide que confon en profunditat la delimitació entre el que fa l'humà i el que és la cosa, es tractaria d'una forma de racisme establert de manera única sobre criteris essencialment invisibles i intangibles, en la imatge de les ideologies genocides de l'Hutu Power o del nazisme. En contrapunt, el guió evoca la investigació desesperada del jove heroi a escapar al seu paper imposat de Gòlem, o de Pinotxo, per complir el seu destí.
La pel·lícula és així considerada com el Pinotxo dels temps moderns, una adaptació moderna de la novel·la de Carlo Collodi.
El guió reprèn així la idea del conte. En aquesta versió, Gepetto és Hobby el professor visionari i director de la societat Cybertronics, creador del robot.
El conte italià és present a la pel·lícula fins a la seva evocació: la lectura del conte Les aventures de Pinotxo per Monica inspira a David les ganes de ser "un verdader noi" (idea central del conte i de la pel·lícula). Després d'haver passat per la fira a la carn (modernització del circ de Stromboli), marxa a la recerca de la fada blava. Aquesta no existeix més que al conte i la troba sota la forma d'una estàtua en un parc d'atracció inspirat del conte de Pinotxo.
El conte es queda en la fibra de la pel·lícula com a fil conductor d'aquesta tragèdia en 3 actes.

## Al voltant de la pel·lícula
- Al començament dels anys 2000, Steven Spielberg desitjava realitzar el primer episodi de l'adaptació cinematogràfica de Harry Potter. Ara bé, volia absolutament que el cèlebre bruixot fos interpretat per Haley Joel Osment. Però J. K. Rowling, la que ha creat la famosa aventura literària, ordenava que l'actor que interpretés el jove heroi fos anglès. Haley Joel Osment és americà, i no podia doncs interpretar Harry, i Spielberg que es negava a rodar un opus de la futura saga sense el jove actor, es va desviar del projecte, i es va interessar en el de Stanley Kubrick.
- En un moment de la pel·lícula, es poden veure les Torres Bessones, mentre que la pel·lícula passa en el futur, i és degut al fet que va ser rodada abans de la catàstrofe.
- Es basa en el relat de ciència-ficció Les superjuguines duren tot l'estiu de Brian Aldiss.
- A la pel·lícula apareixen les Torres Bessones, malgrat haver deixat d'existir pels atemptats de l'11 de setembre de 2001, però al contrari del que va ocórrer amb la pel·lícula de Spiderman, en aquesta es va decidir mantenir-les en el film que es projectaria finalment en els cinemes.